# Isla Fresia (région de Magallanes et de l'Antarctique chilien)
Pour les articles homonymes, voir Isla Fresia (Chili).
Isla Fresia est une île du Chili. Elle est située dans la région de Magallanes et de l'Antarctique chilien, dans la partie sud du Chili, à 2 400 km au sud de la capitale du pays, Santiago du Chili. Sa superficie est de 0,54 kilomètre carré.
Le terrain d’Isla Fresia est très plat. Le point culminant de l’île se trouve à 37 mètres au-dessus du niveau de la mer. Elle s’étend sur 1 kilomètre dans l’axe nord-sud et 1 kilomètre dans l’axe est-ouest.